# Гай Оркхий
Гай Оркхий (Gaius Orchius) е политик на Римската република през 2 век пр.н.е. Произлиза от плебейската фамилия Оркхии.
През 182 пр.н.е. той е народен трибун. Като оратор е в групата, която пледира за законите за таксите sumtuaria lex, но Марк Порций Катон Стари е против.
Консули тази година са Луций Емилий Павел Македоник и Гней Бебий Тамфил.